# Шандибіна Катерина Глібівна
Катерина Глібівна Шандибіна (нар. 14 листопада 1947, Мінськ, БРСР, СРСР) — радянський і український редактор, сценарист. Член Національної спілки кінематографістів України.

## Життєпис
Народилася 1947 р. у Мінську в родині кінематографіста Г. Я. Шандибіна. 
Закінчила Київський державний інститут театрального мистецтва ім. І. Карпенка-Карого (1969). 
З 1969 р. була редактором на Київській кіностудії ім. О. П. Довженка.
Працює на телебаченні (студія «Інтер»).

## Фільмографія
Акторські роботи:
- «Ракети не повинні злетіти» (1964, Генріка, дівчина з мельниці)
- «Варчина земля» (1969, працівниця в полі)

Вела фільми (редактор):
- «Нічний мотоцикліст» (1972)
- «Пропала грамота» (1972)
- «Будні карного розшуку» (1973)
- «Земні та небесні пригоди» (1974, у співавт.)
- «Я більше не буду» (1975)
- «Там вдалині, за рікою» (1975)
- «Не плач, дівчино» (1976)
- «Бунтівний „Оріон“» (1978)
- «Під сузір'ям Близнюків» (1979)
- «Чорна курка, або Підземні жителі» (1980)
- «Останній гейм» (1981)
- «Ніч коротка» (1981)
- «Скляне щастя» (1981)
- «Зоряне відрядження» (1982)
- «Повернення з орбіти» (1983)
- «Климко» (1983)
- «Одиниця „з обманом“» (1984)
- «Які ж ми були молоді» (1985)
- «Кожен мисливець бажає знати...» (1985)
- «Самотня жінка бажає познайомитися» (1986)
- «Казка про гучний барабан» (1987)
- «Дама з папугою» (1988)
- «Робота над помилками» (1988)
- «Ніагара» (1991)
- «Очікуючи вантаж на рейді Фучжоу біля пагоди» (1994) та ін.